# Oxfordskolan
Oxfordskolan var en riktning inom engelsk filosofi, under 1900-talets första hälft. Bland dess företrädare återfinns bland andra Gilbert Ryle, J.L. Austin och Peter Frederick Strawson. Skolan inspirerades av Ludwig Wittgensteins lingvistiska analys. En tes som Oxfordskolan drev, vara att ett ords betydelse avgörs av dess användning. Särskilt viktiga för Oxfordskolans företrädare var idéerna om vanligt folks ickeakademiska sätt att använda bergreppen. Betecknande för Oxfordskolan, var att förstå filosofiska problem som begreppsförvirring, och skolans generella utgångspunkt var att filosofiska problem bäst kunde utredas med hjälp av filologiska analysmetoder.